# السپیت
السپیت (به هلندی: Elspeet) یک منطقهٔ مسکونی در هلند است که در نانسپیت واقع شده‌است. السپیت ۴٬۶۳۵ نفر جمعیت دارد.